# Tom Cotton
Tom Cotton (Dardanelle, 1977. május 13. –) az Amerikai Egyesült Államok szenátora (Arkansas, 2015–). A Republikánus Párt tagja.